# 韋斯特豪特40
韋斯特豪特40或W40（也稱為沙普利斯64、Sh2-64或RCW 174） 位於巨蛇尾，是銀河系內的一個恆星形成區。在這個區域，形成瀰漫星雲的星際氣體圍繞著幾百顆新生恒星組成的星團。W40距離是436 ± 9 秒差距(1420 ± 30光年)，使其成為最接近的大質量O型和B型恆星形成的地點之一。來自大質量OB恒星的游離輻射創造了一個電離氫區，呈現出沙漏的型態。
來自巨大分子雲的塵埃，形成遮蔽W40的星雲，使得W40難以在可見光的波長下觀測。因此，X射線、紅外線、和電波觀測被用來穿透分子雲，以研究其內部正在進行的恒星形成過程。
W40出現在天空中，包括指定為南巨蛇的紅外暗雲， 其它幾個恒星形成區域，和被稱為巨蛇主星團(Serpens Main Cluster)的一個年輕的恆星集團附近。對這三個恒星形成區域所測得的距離相近，表明它們彼此靠近，並且是被稱為巨蛇分子雲的同一大尺度雲團的一部分。

## 在天空的位置
W40恒星形成區投射在天空中的巨蛇-天鷹座裂谷方向，這是天鷹座、巨蛇座和蛇夫座東部銀河平面上方的一團烏雲。星際雲的高度消光，意味著它是最近的大質量恒星形成地點之一，在可見光中看起來並不引人注目。

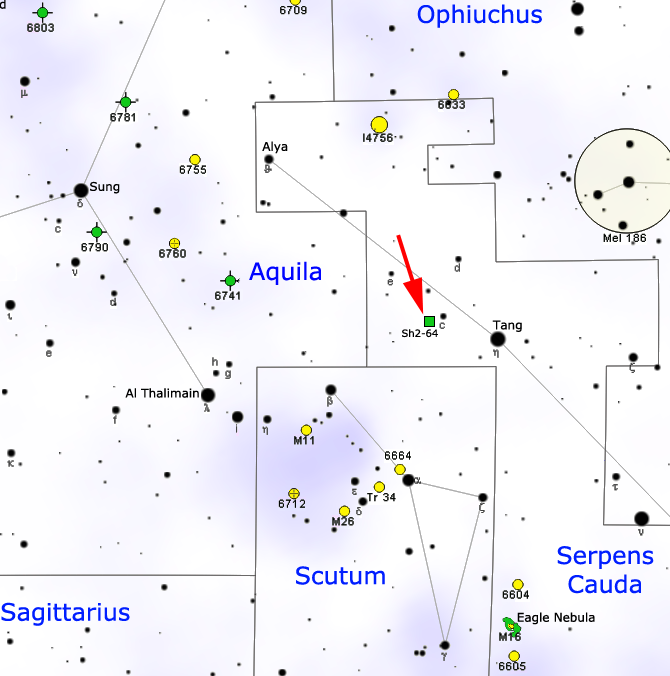
W 40 在天空的位置。

## W40中的恒星形成
像所有恒星形成區域一樣，W40由幾個組成部分組成：年輕恒星團和形成這些恒星的氣體物質（星際物質）。W40中的大多數氣體以分子雲的形式存在，分子雲是星際物質中最冷、最密集的階段，主要由分子氫組成（H2）。當雲的一部分氣體質量變得太大時，恒星在分子雲中形成，導致它由於金斯不穩定性而坍塌。恒星通常不是孤立形成的，而是在包含成百上千的其它恒星組成的集團中一起形成，就像W40的情况一樣。
在W40，來自星團的迴響使一些氣體電離，並在星團周圍的雲中吹出一個雙極氣泡。這種迴響效應可能引發進一步的恒星形成，但也可能導致分子雲的最終破壞和恒星形成活動的結束。

## 星團
一個年輕的星團位於W40電離氫區域的中心，大約包含520顆恆星，質量最低的恆星僅有0.1太陽質量(M☉)。對恒星的年齡估計表明，星團中心的恒星大約有80萬年的歷史，而外部的恒星則稍年長一些，只有150萬年。該星團大致呈球對稱，並且已質量層化，也就是說質量較大的恒星更可能在星團中心附近被發現。在非常年輕的星團中，如W40，質量層化的原因是恒星形成理論中一個懸而決的理論問題，因為通過恒星之間的雙體相互作用進行質量層化的時間尺度通常非常長。
星雲被幾個O型和B型的恆星電離。近紅外光譜已經確定了一顆晚期O型星，名為IRS 1A南，以及3顆早期B型星IRS 2B、IRS 3A和IRS 5。此外，IRS 1A北和IRS 2A為赫比格Ae/Be星。使用甚大天線陣觀測到其中幾顆恒星的電波發射，此一證據顯示其可能是超緻密電離氫區。
紅外過量表明星團中的許多恒星有星周盤，它們可能正在形成行星。來自IRAM 30米望遠鏡的毫米波觀測顯示，蛇夫座南區有9顆0級原恒星，W40區有3顆0級原恒星，支持該地區非常年輕並積極形成恒星的觀點。

## 星際物質
估計W40所在的分子雲質量約為104M☉。分子雲的核心有一個像牧羊人杖的鈎形物，是目前誕生恆星的場所。這個星團的OB恆星和主序前星位於這個纖維體彎曲處的東方。還發現這個星雲的核心輻射出 一氧化碳輻射電波的波長，藉此估計出核心的質量約為200-300M☉。核心還流出微弱的雙極性，可能有一顆年輕的星體，有著速度相差約0.5Km/S的兩個瓣。

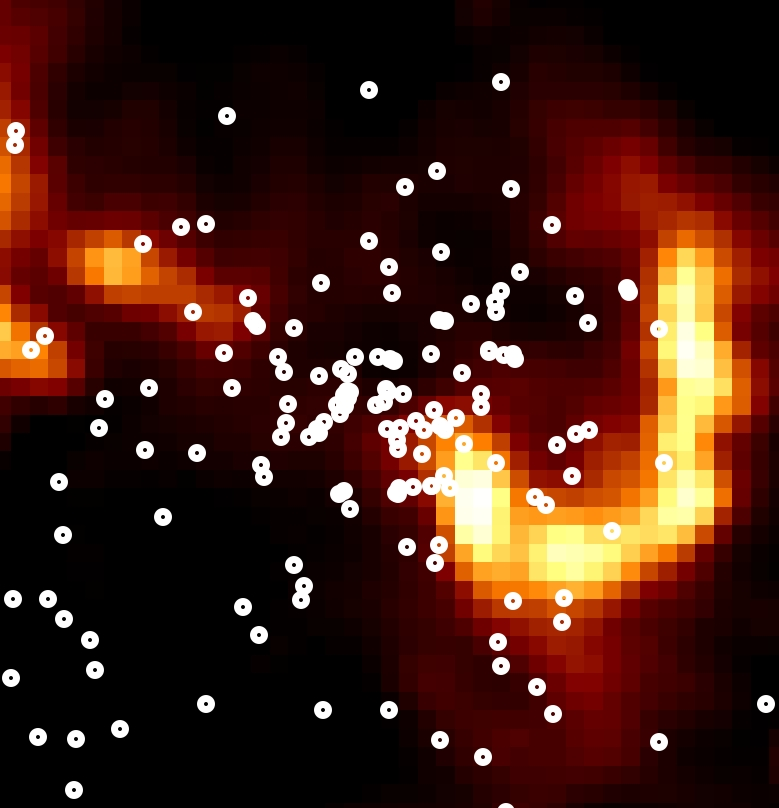
赫協爾/SPIRE在500μm波長觀察的分子雲核心。覆蓋在上面的年輕恆星（白色圓圈）是由錢德拉X射線天文台檢測到的。

歐洲太空總署的赫歇爾太空望遠鏡最先注意到這一地區有顯著與大量的絲狀體結構。這些絲狀結構有密集的"芯"和氣體嵌入其中 －其中有許多可能會引發重利坍縮形成恆星。赫歇爾觀測這個地區的結果，與隨後的報告結果，意味著分裂的分子雲私是恆星形成過程的基礎。赫協爾對W40和天鷹座裂谷的觀測結果，相較於北極星區域的分子雲，顯示恆星形成時發生的線密度（每單位長度的質量）超過金斯長度的界線，使它們的重力很不穩定。這使得W40和天鷹座裂谷的恆星形成率高於北極星區域。這些觀測的結果補強了模擬的恆星形成，也強調分子雲絲在恆星誕生中發揮的作用。
基於錢德拉X射線天文台在太空中的觀測，顯示瀰漫的X射線來自電離氫區，可能是有數萬K溫度的電漿的存在。這些電漿可能來自大質量恆星的恆星風，造成衝擊加熱。

## 圖集

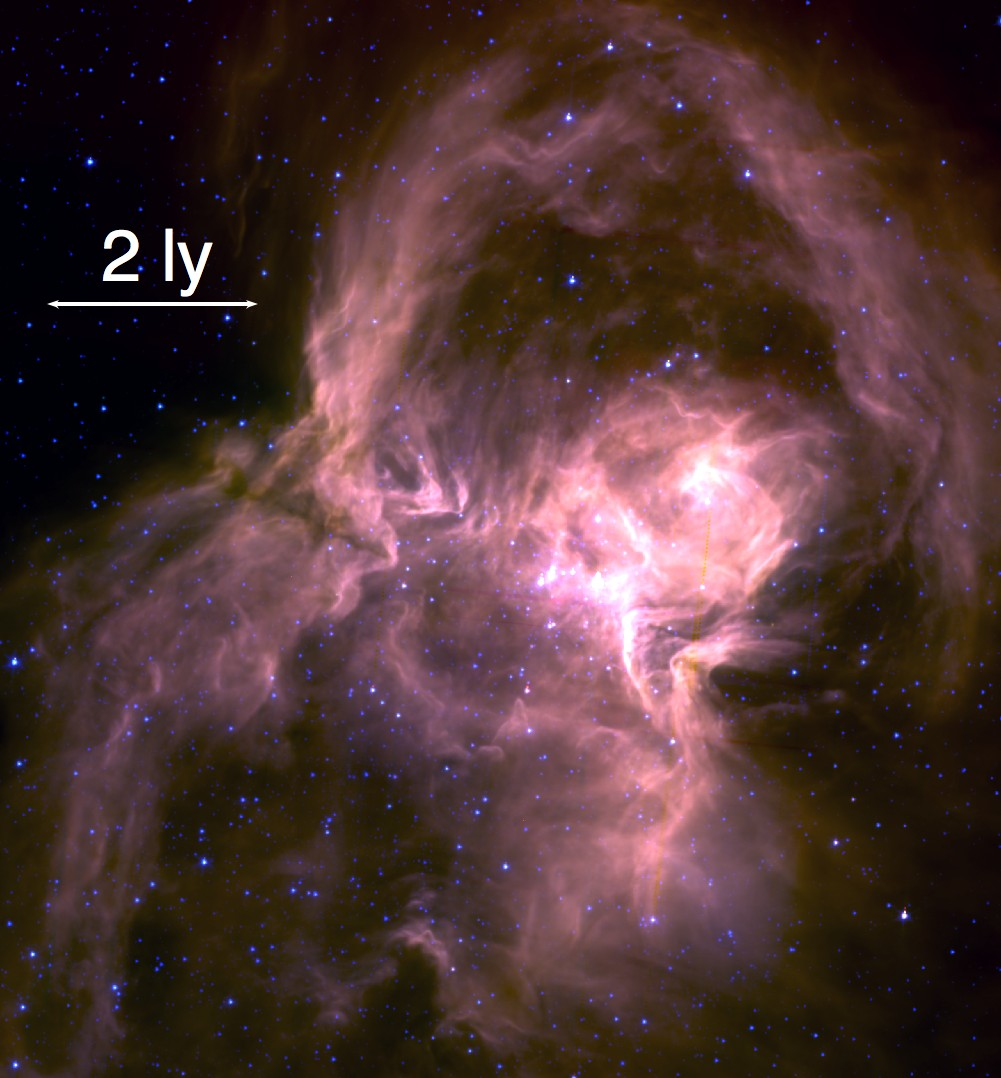
史匹哲太空望遠鏡的W40馬賽克影像[31]。
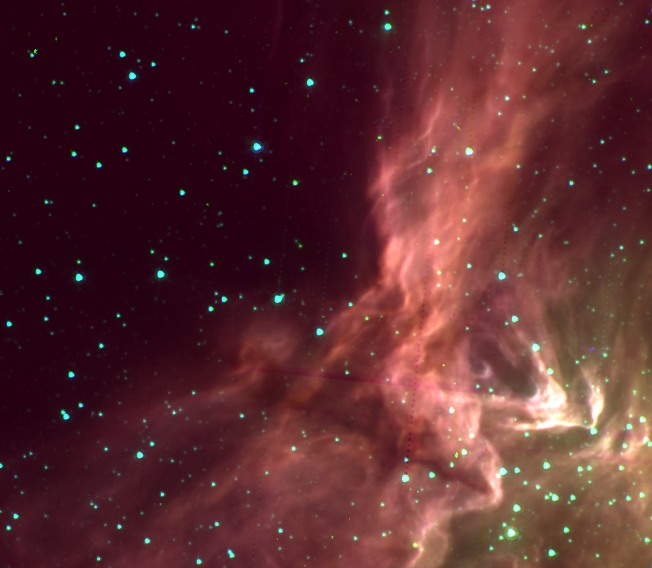
史匹哲的IRDC特寫影像。
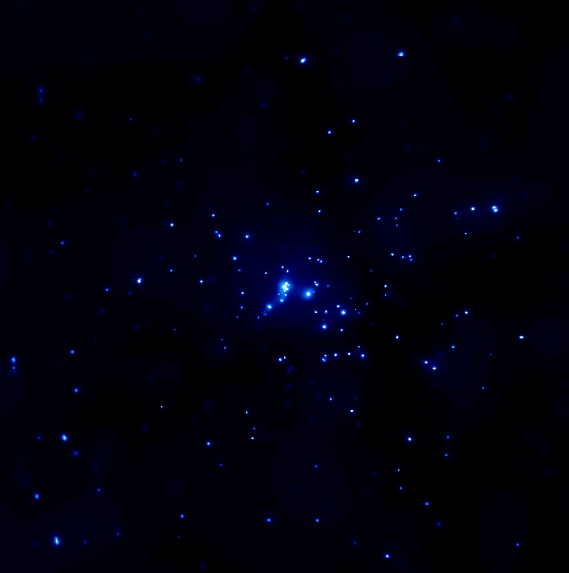
X射線的W40星團[2]。
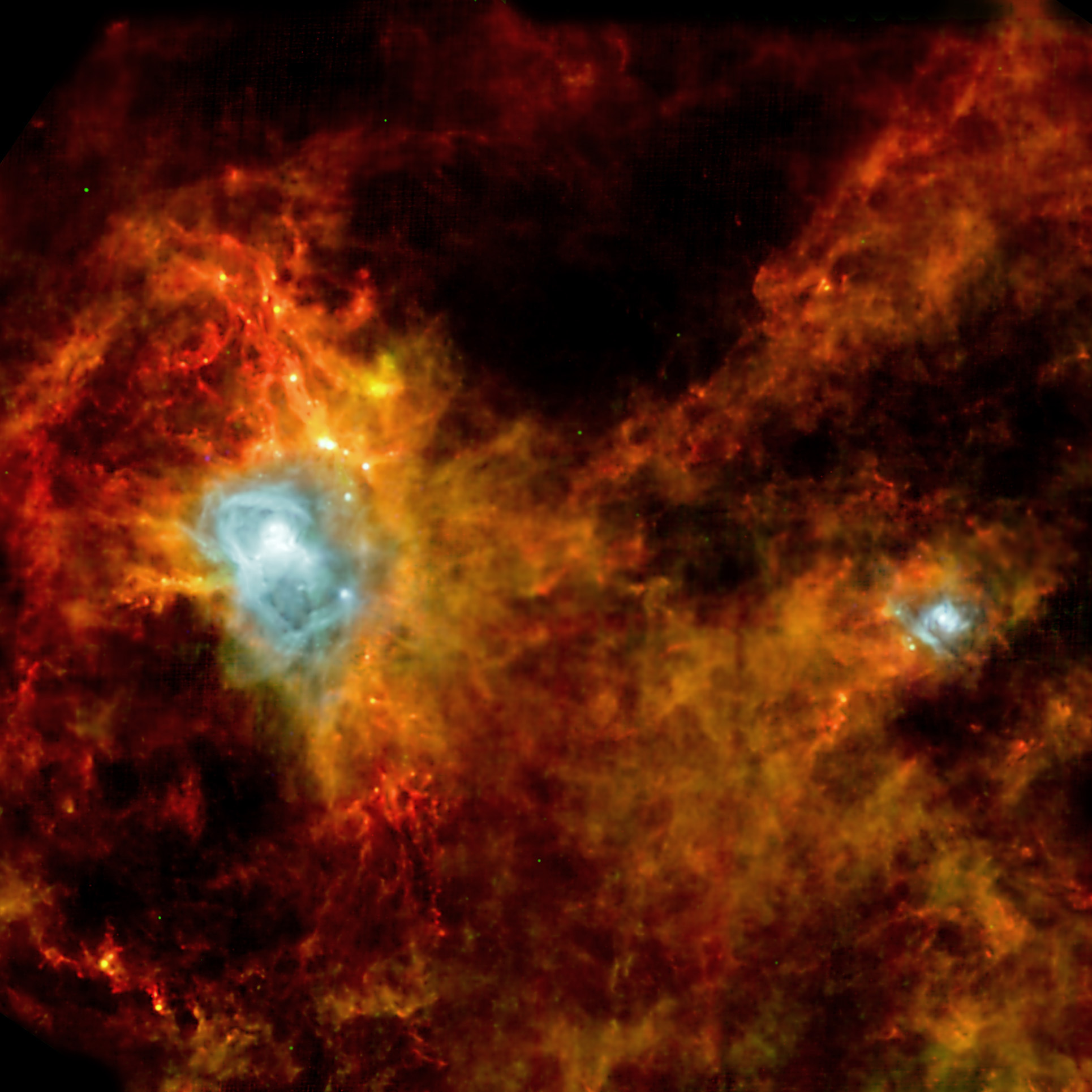
赫歇爾望遠鏡下的W40和周圍的環境[5]。
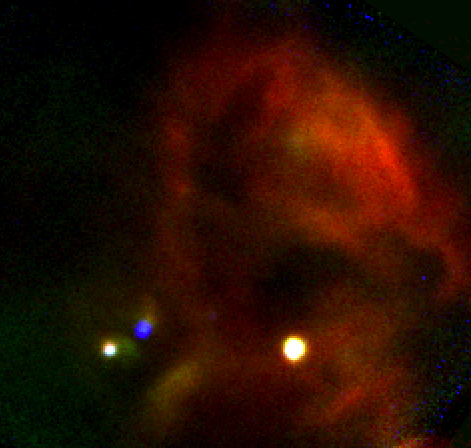
SOFIA觀察的W40核心[10]。
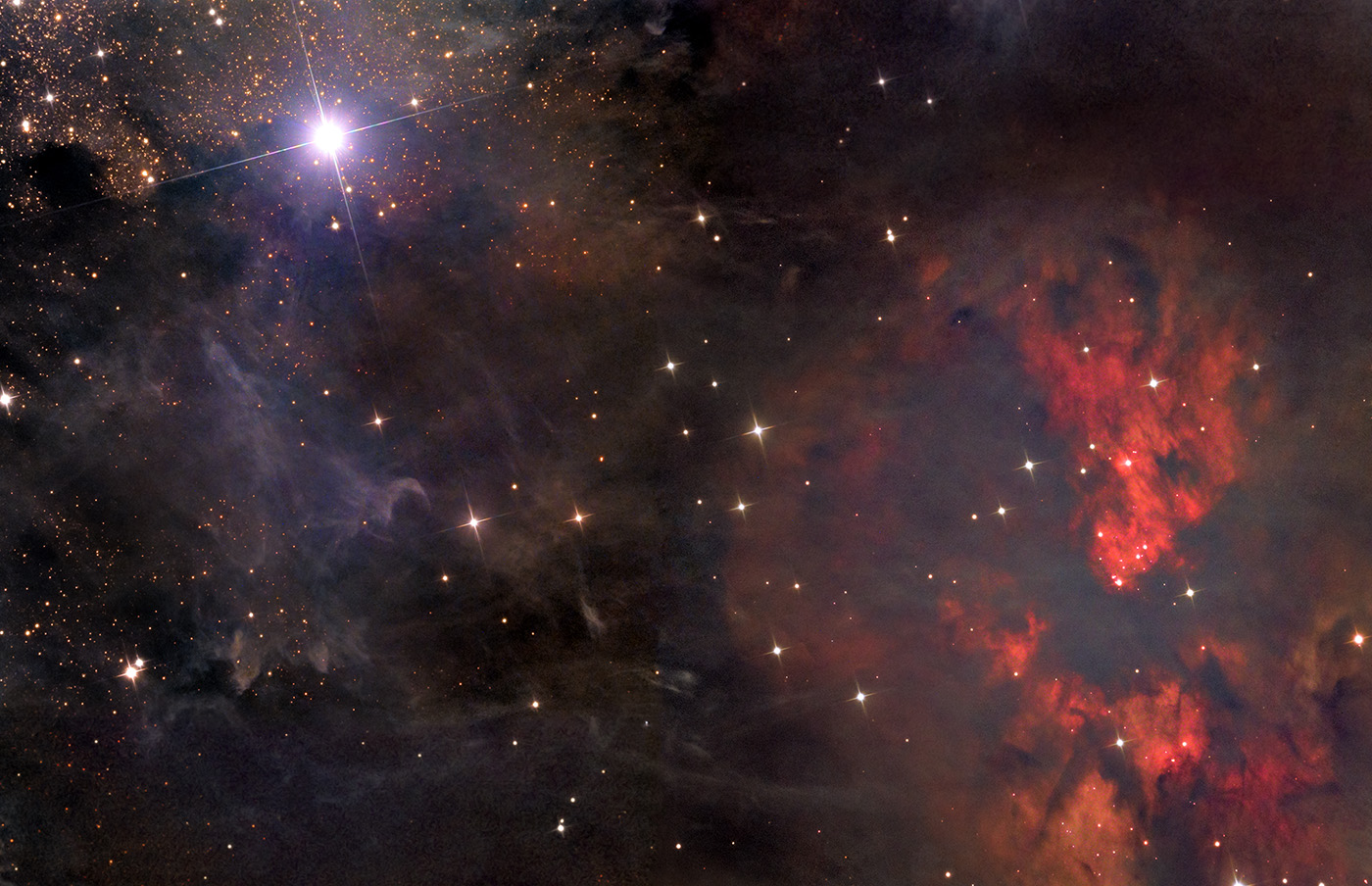
來自檸檬山天文中心的W40光學影像[32]。

## 外部連結
- Simbad （页面存档备份，存于）